# Labin
Pour les articles homonymes, voir Labin (homonymie).
Labin (en italien Albona) est une ville et une municipalité située en Istrie, dans le Comitat d'Istrie, en Croatie. Au recensement de 2001, la municipalité comptait 12 426 habitants, dont 67,89 % de Croates (16,21 % ne déclarant pas de nationalité) et la ville seule comptait 7 904 habitants.

## Histoire
La République d'Albône (en) fut une république issue d'une révolte qui subsista entre le 2 mars 1921 et le 8 avril 1921.

## Économie
- Mine de charbon
- Carrière de Bauxite
- Le port de Rabac

## Personnalités
- Matthias Flacius, théologien protestant.

## Localités
La municipalité de Labin compte 17 localités :
| - Bartići - Breg - Duga Luka - Gondolići - Gora Glušići - Kapelica - Kranjci - Labin - Marceljani | - Presika - Rabac - Ripenda Kosi - Ripenda Kras - Ripenda Verbanci - Rogočana - Salakovci - Vinež |

## Maire
| Législature | Nom             | Parti(s) | Note  |
| ----------- | --------------- | -------- | ----- |
| 2005-2009   | Bruno Hrvatin   | SDP      |       |
| 2009-2013   | Tulio Demetlika | IDS      | [ 3 ] |